# Saint-Aubin-du-Plain
Saint-Aubin-du-Plain är en kommun i departementet Deux-Sèvres i regionen Nouvelle-Aquitaine i västra Frankrike. Kommunen ligger i kantonen Argenton-les-Vallées som tillhör arrondissementet Bressuire. År 2022 hade Saint-Aubin-du-Plain 561 invånare.

## Befolkningsutveckling
Antalet invånare i kommunen Saint-Aubin-du-Plain
| Referens: INSEE |